# Britse keuken
De Britse keuken is onder te verdelen in:
- De Schotse keuken
- De Engelse keuken
- en de Welshe keuken

Soevereine staten: Albanië · Andorra · België · Bosnië en Herzegovina · Verenigd Koninkrijk (Engeland - Schotland) · Bulgarije · Denemarken · Duitsland · Estland · Finland · Frankrijk · Griekenland · Hongarije · IJsland · Ierland · Italië · Kosovo · Kroatië · Letland · Liechtenstein · Litouwen · Luxemburg · Malta · Moldavië · Monaco · Montenegro · Nederland · Noord-Macedonië · Noorwegen · Oekraïne · Oostenrijk · Polen · Portugal · Roemenië · Rusland · San Marino · Servië · Slovenië · Slowakije · Spanje · Tsjechië · Vaticaanstad · Wit-Rusland · Zweden · Zwitserland 

Afhankelijke territoria: Åland · Faeröer · Gibraltar · Guernsey · Jersey · Man · Spitsbergen